# Kiekser
Als Kiekser bezeichnet man im Musikerjargon und in der Musikliteratur sowie in der Stimmphysiologie einen „sich überschlagenden“ Ton, der in der Musik durch seine zumeist hohe Frequenz insbesondere beim Vortrag melodischer Passagen als deutlich hörbare Unterbrechung des Klangverlaufs wahrgenommen wird, die je nach den ästhetischen Kriterien einer Musikkultur als störender Ausführungsfehler oder aber als strukturell bedeutsame Akzentuierung empfunden werden kann.

## Beschreibung
Im Bereich der zumeist von einer exakten Realisation von Tonhöhen ausgehenden „klassischen“ europäischen Kunstmusik gelten Kiekser zumeist als ungewollt und somit als spieltechnischer Fehler. Bei Blechblasinstrumenten, insbesondere beim Horn, entstehen Kiekser beim Einschwingvorgang durch ungenaues Anspielen eng benachbarter Partialtöne, was zu einem „wasserfallartigen“ Spektralbild führt, bei Singstimmen durch einen schlagartigen Registerbruch, bei dem die Stimme unkontrolliert in das Kopf- oder Pfeifregister in Form eines unbeabsichtigten und auf punktuelle Einzeltöne beschränkten Falsetts mit unharmonischen Klanganteilen umschlägt. Bei der Sprechstimme kann das Phänomen von Kieksern in der frühen Phase des Stimmbruchs, aber auch als Symptom einer Dysphonie auftreten.
Der Hornist Paul van Zelm nennt zwei Gründe für das Auftreten von Kieksern bei seinem Instrument: „Wenn der Luftfluss nur den Bruchteil einer Sekunde nicht stimmt oder sich Kondenswasser in einen der vielen Bögen sammelt, gibt es die gefürchteten Kiekser, die dann jeder im Konzertsaal hören kann.“ Die international bekannte Hornistin Sarah Willis stellt dazu fest: „Beim Horn gibt es die berühmten Kiekser. Dagegen kann man nicht viel tun.“

### Kiekser als stilistisches Element
In der volkstümlichen und populären Musizierpraxis, aber auch in außereuropäischer Kunstmusik können durch Registersprünge erzeugte Kiekser ein charakteristisches Element innerhalb eines Personal- oder Genrestils sein. Im Bereich der Popmusik wurde beispielsweise die gezielte und häufige Verwendung von Kieksern in der Gesangstechnik von Michael Jackson zu einem charakteristischen Merkmal seines Personalstils, während die durch plötzliches Überblasen der Klarinette erzeugten Kiekser in der Klezmermusik ein genretypisches Merkmal darstellen.